# Boeran (ruimteveer)
De Boeran (Russisch: Буран, voor "sneeuwstorm") was de Russische tegenhanger van het Amerikaanse Spaceshuttleprogramma en het eerste ruimteveer dat door het Boeranprogramma werd gebouwd. Deze ruimteveren waren bedoeld om de Sojoez- en Progress-missies naar ruimtestation Mir te vervangen. Het was het duurste Sovjet-ruimtevaartprogramma ooit. De Boeran heeft in 1988 als enige een ruimtevlucht gemaakt, waarna het programma een jaar later werd stopgezet. Een aantal andere gelijksoortige ruimteveren zijn deels afgebouwd.

## Aanleiding
Toen de NASA de ontwikkeling van de Space Shuttle bekendmaakte, vermoedde men in de Sovjet-Unie dat deze niet alleen een civiele maar ook militaire functie zou krijgen. Men vroeg zich af of de space shuttle inderdaad goedkoper was dan gewone draagraketten. De angst was dat de space shuttle gebruikt zou worden om de ruimte te militariseren. Om deze reden besloot men zelf ook een ruimteveer te bouwen. Met het ontwikkelen van de Boeran werd in het begin van de jaren zeventig begonnen en het programma bleef lange tijd geheim. In 1980 begon men met de bouw van de eerste ruimteveer, de Boeran.

## Ontwerp
De Boeran lijkt uiterlijk sterk op het Amerikaanse ruimteveer en daarom werd door de Amerikanen aanvankelijk gedacht dat deze met behulp van spionage compleet was gekopieerd, maar dit bleek niet het geval. 
Het inwendige is sterk verschillend. De Boeran had een groter laadvermogen en terwijl de spaceshuttle zijn eigen hoofdmotoren had die gevoed werden door de externe brandstoftank, is de Boeran volledig afhankelijk van zijn Energija-draagraket. Deze draagraket kon zelfstandig opereren en was op meerdere manieren bruikbaar waardoor ook vracht zonder Boeran de ruimte in gebracht zou kunnen worden. Bijzonder was dat de Boeran volledig automatisch gelanceerd kon worden en automatisch terug naar de Aarde kon afdalen. Op die manier kon deze bijvoorbeeld onbemand op pad gestuurd worden om mensen uit een ruimtestation te redden. Verder had de Boeran schietstoelen voor de bemanning.

## Ruimtevlucht
De eerste en enige ruimtevlucht van de Boeran was een onbemande vlucht. Deze vond plaats op 15 november 1988. De Boeran werd gelanceerd met een aangepaste Energia-draagraket, voltooide twee banen om de aarde en keerde volautomatisch terug op Kosmodroom Bajkonoer. 

## Einde programma
In 1989 werd een Boeran getoond op de Paris Air Show, op de rug van een Antonov An-225. Meer vluchten lagen in de planning maar bij het uiteenvallen van de Sovjet-Unie werd het project wegens geldgebrek opgeschort. Op 30 juni 1993 besloot president Boris Jeltsin dat het Boeranprogramma geheel zou worden gestaakt. Het ruimteprogramma zou voortaan met de goedkopere Sojoezraketten worden uitgevoerd.
In 2002 werd de Boeran verwoest tijdens het instorten van een hangar. Acht mensen kwamen hierbij om. Een testmodel van de Boeran is op dit moment te bezichtigen in het Gorkipark in Moskou. In april 2008 werd een testmodel van de Boeran, de OK-GLI, via de Rotterdamse haven naar Duitsland naar het Auto & Technikmuseum in Speyer getransporteerd. De OK-GLI was uitgevoerd met conventionele straalmotoren en maakte 25 testvluchten. Hij heeft echter nooit in de ruimte gevlogen. Mogelijk staan er in het Kosmodroom Bajkonoer nog twee ruimteveren, waarvan een genaamd Ptitsjka die bijna afgebouwd was.

## Galerij

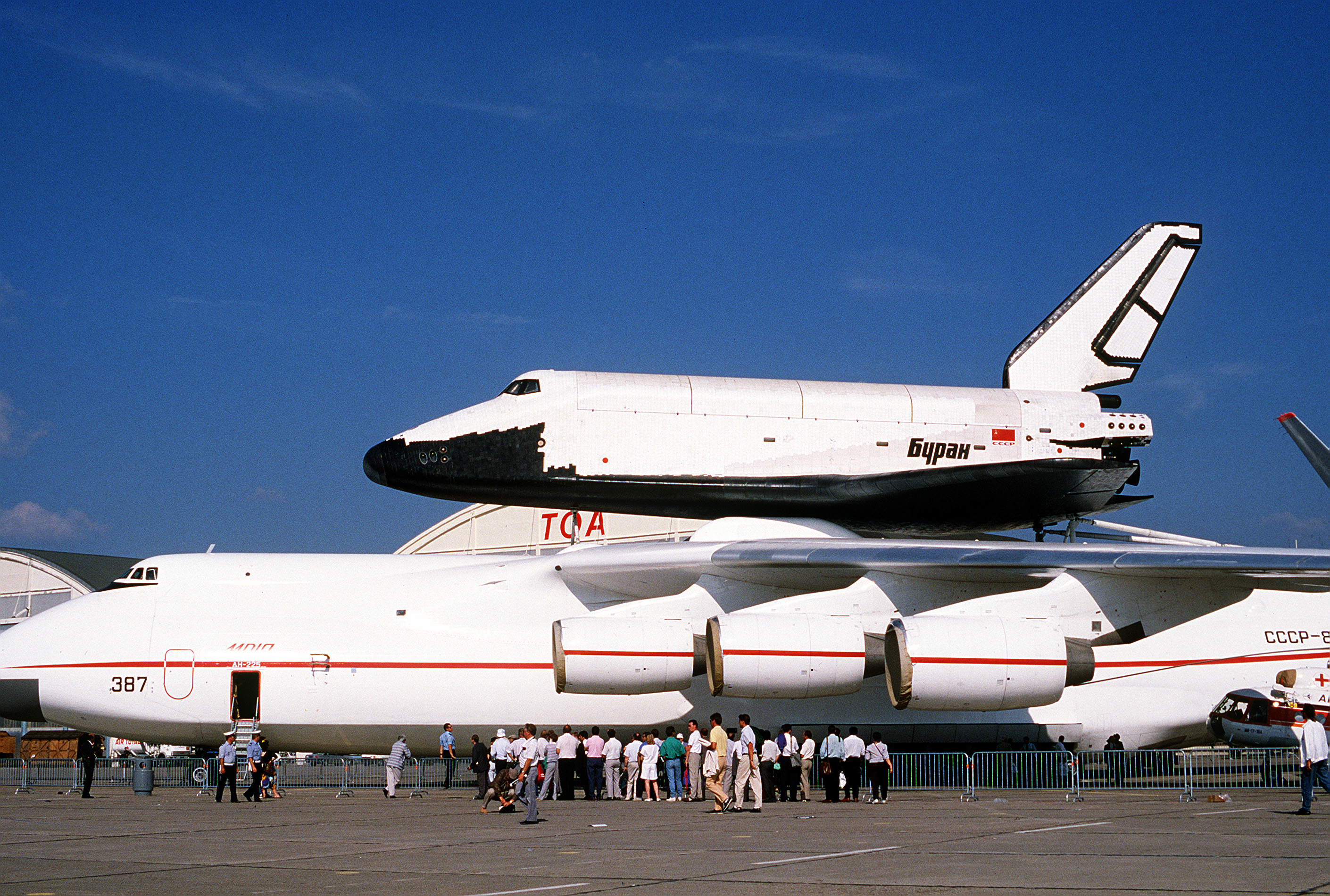
De Boeran bovenop een Antonov An-225 tijdens de Paris Air Show in 1989
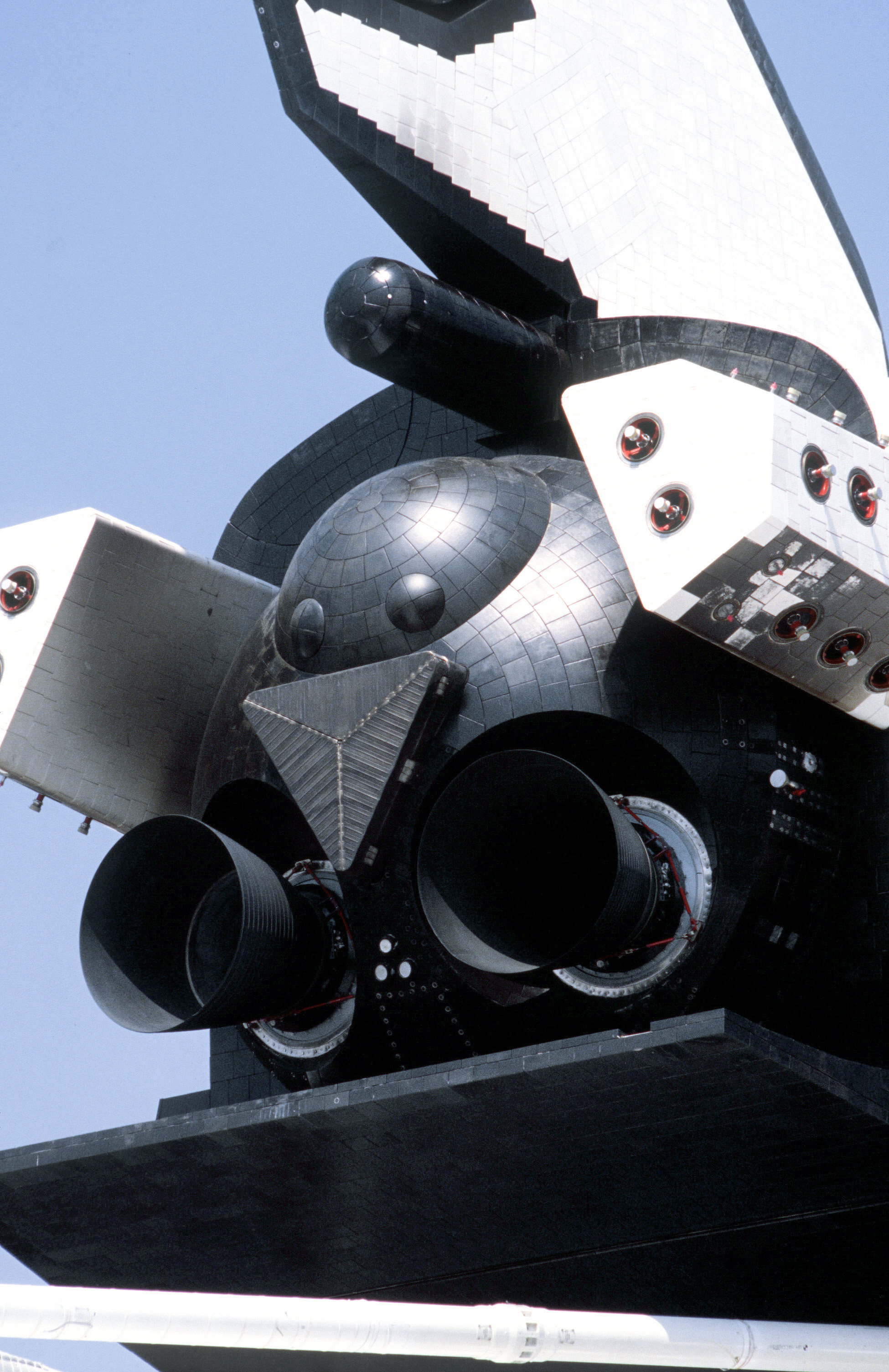
Staart en motoren van de Boeran
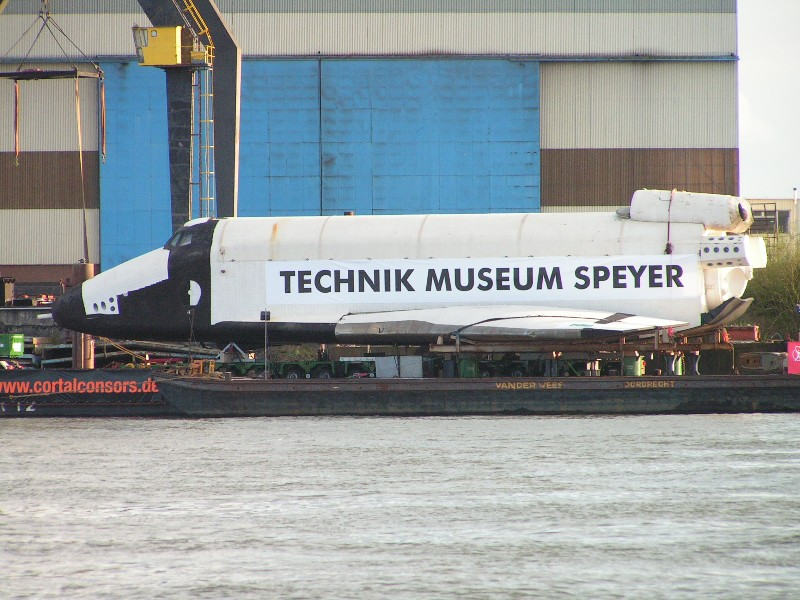
Een testmodel, de OK-GLI tijdens het transport naar Speyer, ter hoogte van Millingen aan de Rijn
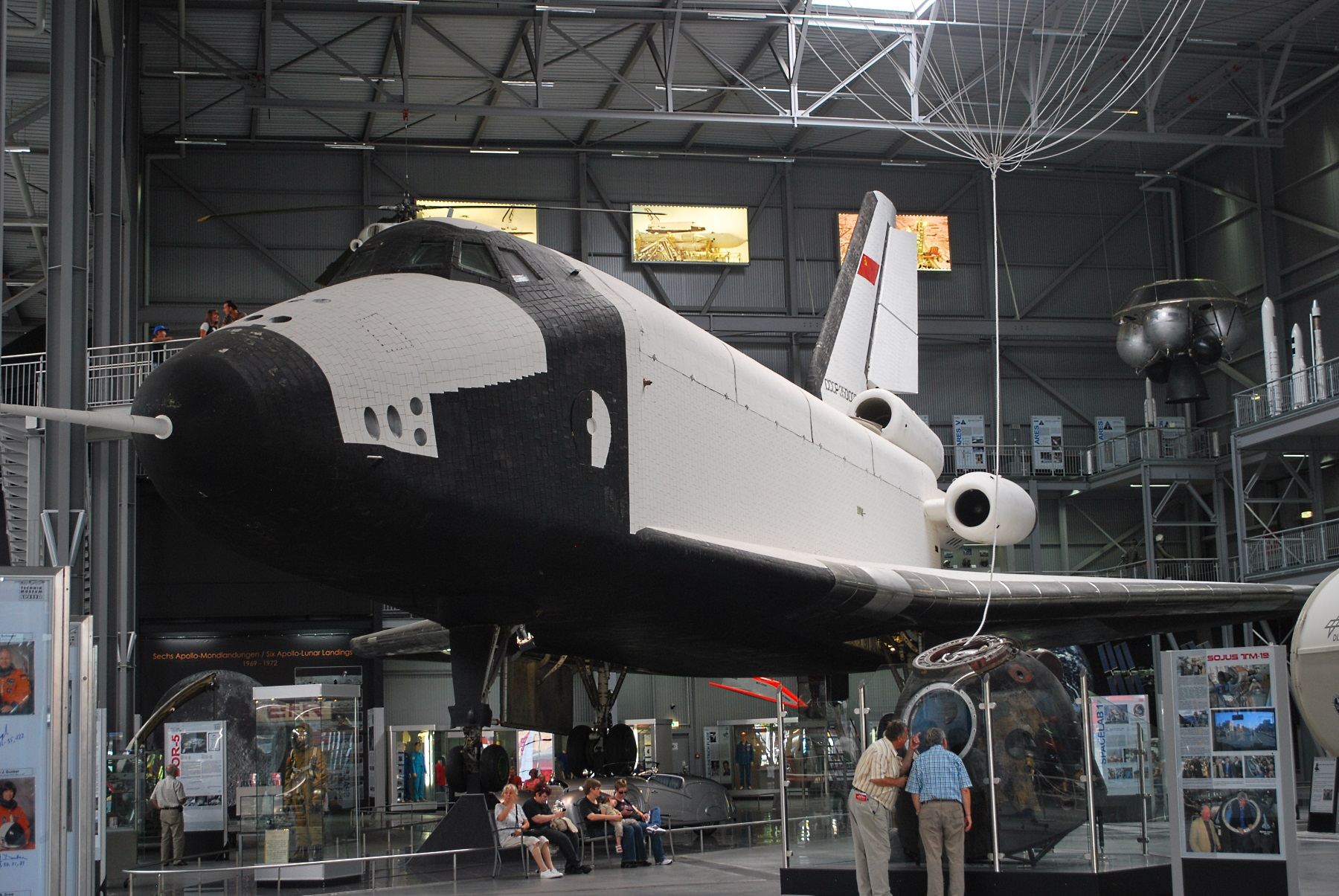
Vooraanzicht OK-GLI (Speyer)
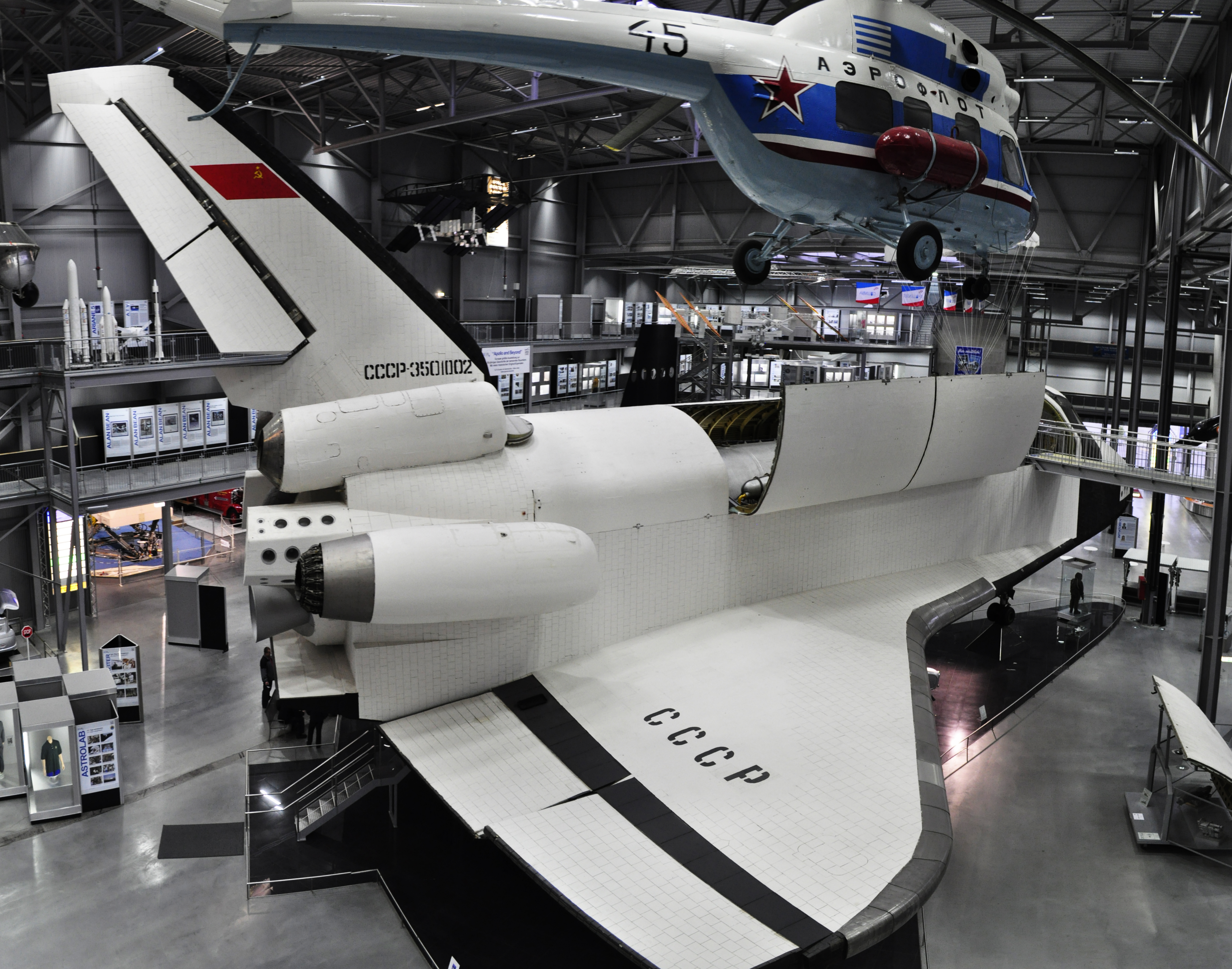
Achter- en zijaanzicht OK-GLI (Speyer)
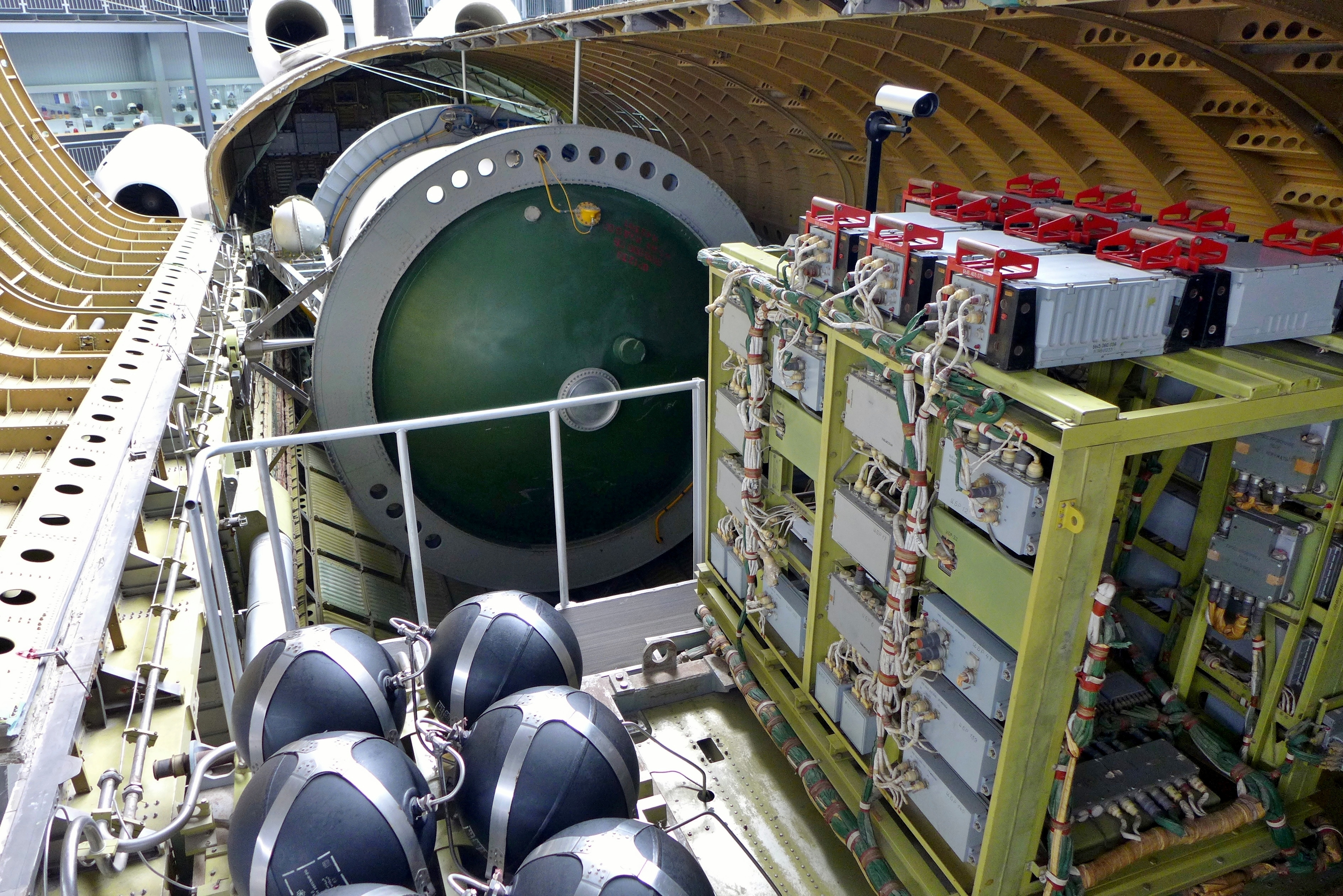
laadruim OK-GLI (Speyer)